# Khoromkhon
Il Khoromkhon è una società calcistica mongola con sede nella città di Ulan Bator. È una delle sette squadre della città che militano nella Niislel League, la massima divisione del campionato mongolo. La squadra si è laureata campione di Mongolia per 2 volte, nel 2005 e nel 2014, e i colori sociali sono il giallo e il blu.

## Palmarès

### Competizioni nazionali
- Niislel League: 1

2014

### Altri piazzamenti
- Niislel League:

Secondo posto: 2012
Terzo posto: 2016